# Raffaele Sorrentino
Raffaele Sorrentino (* 8. Januar 1980) ist ein professioneller italienischer Pokerspieler. Er gewann 2017 das Main Event der PokerStars Championship.

## Pokerkarriere
Sorrentino hatte seinen Wohnsitz eine Zeit auf Malta und lebt inzwischen in Mexiko. Er spielt online unter den Nicknames 1mDonuts und raffibiza.
Seine erste Geldplatzierung bei einem Live-Turnier erzielte er im April 2012 auf Malta. Sorrentino belegte Ende August 2013 bei der European Poker Tour (EPT) in Barcelona bei einem Side-Event der Variante No Limit Hold’em den zweiten Platz und sicherte sich sein erstes größeres Preisgeld von 33.000 Euro. Mitte Oktober 2014 wurde er beim EPT-Main-Event in London Zehnter und erhielt dafür umgerechnet mehr als 50.000 US-Dollar. Ende August 2016 gewann der Italiener ein Turbo-Event der EPT in Barcelona mitsamt 102.000 Euro Siegprämie. Anfang Mai 2017 sicherte er sich den Titel beim Main Event der PokerStars Championship (PSC) in Monte-Carlo. Dafür setzte sich Sorrentino gegen 726 andere Spieler durch und kassierte aufgrund eines Deals mit Andreas Klatt über 450.000 Euro Preisgeld. Im Juni 2017 war er erstmals bei der World Series of Poker im Rio All-Suite Hotel and Casino am Las Vegas Strip erfolgreich und kam bei drei Turnieren der Variante No Limit Hold’em ins Geld. Ende August 2017 belegte der Italiener beim PSC-Main-Event in Barcelona den dritten Platz und erhielt nach einem Deal sein bisher höchstes Preisgeld von rund 850.000 Euro. Seitdem blieben größere Turniererfolge aus.
Insgesamt hat sich Sorrentino mit Poker bei Live-Turnieren über 2 Millionen US-Dollar erspielt.